# Худ, Самуэль, 6-й виконт Худ
Сэмюэл Худ, 6-й виконт Худ (англ. Samuel Hood, 6th Viscount Hood; 15 октября 1910 — 13 октября 1981) — британский пэр и дипломат.

## Происхождение и образование
Родился 15 октября 1910 года. Старший сын контр-адмирала сэра Хораса Худа (1870—1916) и американской светской львицы Эллен Тузалин (? — 1950). Отец Худа также был известным военно-морским офицером и погиб в бою на борту HMS Invincible 31 мая 1916 года в Ютландском сражении во время Первой мировой войны. Сэмюел Худ получил образование в Итонском колледже и Тринити-колледже в Кембридже..
26 апреля 1933 года после смерти своего дяди, Гровенора Артура Александра Худа, 5-го виконта Худа (1868—1933), 22-летний Сэмюэл Худ унаследовал титулы 6-го виконта Худа из Уитли в графстве Уорикшир, 6-го барона Худа из Катерингтона в графстве Саутгемптон, 6-го барона Худа из Катерингтона и 6-го баронета Худа из Катерингтона в графстве Саутгемптон, став членом Палаты лордов Великобритании.

## Дипломатическая карьера
Сэмюэл Худ поступил на дипломатическую службу в 1935 году в качестве помощника директора в Министерстве по делам Индии, прикрепленном к политическому департаменту. В 1936—1939 годах он служил помощником личного секретаря государственного секретаря по делам Индии Лоуренса Дандаса, 2-го маркиза Зетланда. В мае 1939 года он был повышен до главного личного секретаря, но затем был переведен в Министерство информации в ноябре того же года, где он служил под началом трех министров кабинета, включая Даффа Купера. Худ был переведен в Министерство иностранных дел в сентябре 1942 года. Он был членом британских делегаций на заседаниях Совета министров иностранных дел в Лондоне, Париже, Нью-Йорке и Москве в 1945—1947 годах, включая Парижскую мирную конференцию в 1946 году.
В январе 1947 года Сэмюэл Худ был назначен на должность офицера дипломатической службы 7-го ранга в старшем отделении Министерства иностранных дел. В то же время он был назначен заместителем тогдашнего министра иностранных дел Эрнеста Бевина в разработке мирного договора с Австрией. В июне того же года он был переведен в Мадрид, где стал временным поверенным в делах посольства. Затем Худ перешел в парижское посольство в июле 1948 года и был повышен до офицера дипломатической службы 6-го ранга.
1 октября 1951 года Худ был назначен главой Департамента западных организаций и оставался там в течение пяти лет. 4 сентября 1956 года он был повышен до 4-го класса и стал помощником заместителя министра иностранных дел. В 1956 году он был также назначен постоянным представителем Великобритании в Совете Западноевропейского союза, а затем был переведен в посольство в Вашингтоне в 1957 году, где он был министром (заместителем посла) до 1962 года. В 1963 году он был переведен обратно в Лондон и стал заместителем заместителя министра по делам Западной Европы в Министерстве иностранных дел, оставаясь на этой должности до своей отставки в 1969 году.

## Дальнейшая жизнь
После выхода на пенсию Сэмюэл Худ продолжал активно участвовать в общественной жизни. Он занял свое место в Палате лордов, а в 1971 году стал заместителем спикера и заместителем председателя комитетов Палаты, прослужив до своей смерти в 1981 году. С 1975 по 1978 год он был председателем Консультативного совета Музея Виктории и Альберта.
После его смерти в 1981 году титул виконта унаследовал его младший брат Александр Ламберт Худ.
Кавалер Ордена Святых Михаила и Георгия (1953), рыцарь-командор Ордена Святых Михаила и Георгия (1960) и кавалер Большого креста Святых Михаила и Георгия (1969).